# José Ron
José Ron, właśc. Édgar José Ron Vázquez (ur. 8 sierpnia 1981 w Guadalajarze) – meksykański aktor telewizyjny, znany głównie z telenowel, także wokalista i tancerz.

## Życiorys

### Wczesne lata
Urodził się w Guadalajarze jako jeden z trzech synów José Rona Seniora i Rómuli Vásquez Castro. Dorastał wraz z trzema braćmi – Danielem, Alejandro i Julio Vásquezem. Od dzieciństwa marzył, by występować w musicalach. Uczył się aktorstwa w Centrum Edukacji Artystycznej (Centro de Actuación de Televisa).

### Kariera
Rozpoczął karierę od niewielkich, epizodycznych ról w telenowelach Televisa: Serce z kamienia (2004) i Zbuntowani (2005), a także kompletował czołową obsadę młodzieżowej telenoweli Kod pocztowy (2006), po której otrzymał angaż do Juro que te amo. Pierwsza główna rola, u boku Any Brendy Contreras w Zakazane uczucie (2011–2012), otworzyła mu drzwi do kariery i przyniosła kolejne propozycje. Potem posypały się już główne role. Zagrał we Włoskiej narzeczonej (2014–2015), którą w Polsce emitowano w TV4. Wystąpił na scenie w roli Miguela Ángela w musicalu Perfume de Gardenia (2013) i jako Jezus w musicalu Stephena Schwartza Godspell (2014). W 2015 zadebiutował na dużym ekranie w filmie A la mala.

## Filmografia

### Telenowele
- 2004: Serce z kamienia (Mujer de Madera) jako Adrián
- 2005: Zbuntowani (Rebelde) jako Enzo
- 2005: Bajo El Mismo Techo jako Eugenio
- 2006–2007: Kod pocztowy (Código Postal) jako Patricio González de la Vega Mendoza
- 2007: Dzierlatki takie jak ty (Muchachitas como tú) jako Jorge
- 2008–2009: Juro que te amo jako José María Aldama
- 2010: Los exitosos Pérez jako Tomás Arana
- 2010–2012: Kiedy się zakocham... (Cuando me enamoro) jako Matías Monterrubio
- 2011–2012: Zakazane uczucie (La que no podía amar) jako Gustavo Durán
- 2012−2013: La mujer del Vendaval jako Alessandro Casteló Berrocal4
- 2014–2015: Włoska narzeczona (Muchacha italiana viene a casarse) jako Pedro Ángeles
- 2015–2016: Po prostu Maria (Simplemente María) jako Alejandro Rivapalacio Landa
- 2019: Ringo (La pelea de su vida) jako Ringo
- 2020: Rubí jako Alejandro Cardenas, kardiolog i pierwsza miłość Rubí
- 2020: Z miłości do dziecka (Te doy la vida) jako Pedro Garrido

### Seriale TV
- 2005: Bajo el mismo techo jako Eugenio
- 2009: Ostatnia godzina (Tiempo final) odc. El funeral jako Martín Arismendi
- 2010: Locas de amor jako Marcos